# الطيور المهاجرة (فلم)
الطيور المهاجرة هو فيلم دراما مصري من إخراج حسن يوسف  وبطولة حسن يوسف، شمس البارودي، سهير الباروني، نبيل بدر وليلى فهمي، صدر الفيلم في 17 سبتمبر 1979.

## نبذه
يقرر علاء الهجرة إلى أستراليا، يفاتح زميلته، ويقنعها بأن الهجرة هدفه في الحصول على المال لاتمام الزواج، يسافر على أمل دعوتها هناك، في أستراليا يتعرف على عايدة التي تملك مطعمًا للمأكولات الشرقية، التي تنصحه بالعمل في المقاولات حتى يستطيع أن ينجح ويكون ثروته.

## وصلات خارجية
- مقالات تستعمل روابط فنية بلا صلة مع ويكي بيانات